# Хинтерзер, Эрнст
Эрнст Хинтерзер (нем. Ernst Hinterseer; род. 28 февраля 1932, Кицбюэль, Тироль) — австрийский горнолыжник, выступавший на международном уровне в 1953—1967 годах. Чемпион и бронзовый призёр зимних Олимпийских игр в Скво-Вэлли, победитель многих крупных соревнований в Европе. Тренер по горнолыжному спорту.

## Биография
Эрнст Хинтерзер родился 27 февраля 1932 года в городе Кицбюэль, Тироль.
Детство провёл на ферме своего отца. После Второй мировой войны пошёл учиться на плотника, но по окончании школы полностью посвятил всё свое время горнолыжному спорту, с 1946 года состоял в местном горнолыжном клубе в Кицбюэле.
Впервые заявил о себе на международной арене в 1953 году, выиграв скоростной спуск на соревнованиях в Вендельштайне.
В 1954 году стал чемпионом Австрии в зачёте гигантского слалома, вошёл в основной состав австрийской национальной сборной и выступил на чемпионате мира в Оре, где в программе слалома занял лишь 38 место.
Зимой 1954/55 добавил в послужной список несколько побед на крупных международных стартах в Европе: выиграл скоростной спуск, слалом и комбинацию в Церматте, слалом в Шамони-Мон-Блан, гигантский слалом в Валь-д’Изере и Зёльдене.
Благодаря череде удачных выступлений удостоился права защищать честь страны на зимних Олимпийских играх 1956 года в Кортина-д’Ампеццо. Стартовал здесь в гигантском слаломе, показав итоговый шестой результат.
Впоследствии продолжил побеждать на европейских склонах в различных горнолыжных дисциплинах, принимал участие в мировом первенстве 1958 года в Бадгастайне, но выступил в слаломе неудачно, выбыв из борьбы за медали уже после первой попытки. Позже в том же сезоне во время тренировки в Санкт-Антон-ам-Арльберг в результате падения получил перелом ноги, находился в смертельной опасности из-за начавшейся эмболии — в связи с этим вынужден был взять перерыв в спортивной карьере.
Сумев восстановиться от травмы, в сезоне 1959/60 вернулся в основной состав горнолыжной команды Австрии и благополучно прошёл отбор на Олимпийские игры в Скво-Вэлли. В гигантском слаломе завоевал бронзовую олимпийскую медаль, став третьим позади швейцарца Рогера Штауба и соотечественника Йозефа Штиглера. В слаломе шёл пятым после первой попытки, но за счёт удачного второго спуска обошёл всех своих соперников и стал олимпийским чемпионом — единственным обладателем золотой медали среди австрийских спортсменов на этой Олимпиаде. Поскольку здесь разыгрывалось и мировое первенство, Хинтерзер также получил и статус чемпиона мира. По итогам сезона был признан лучшим спортсменом Австрии.
Сразу по окончании Олимпиады перешёл в профессионалы, в частности в 1963 году стал чемпионом мира среди профессионалов.
В 1967 году окончательно завершил спортивную карьеру и занялся тренерской деятельностью. Работал тренером по техничным дисциплинам в сборных Австрии (1972—1974) и ФРГ (1974—1976). Подготовил ряд талантливых горнолыжников, в том числе его сыновья Ханси, Эрнст младший и Гвидо добились определённых успехов в этом виде спорта. А его внук Лукас Хинтерзер стал известным футболистом.
За выдающиеся спортивные достижения в 1997 году награждён Рыцарским крестом I степени Почётного знака «За заслуги перед Австрийской Республикой».